# Astronautgrupp 14
Astronautgrupp 14 togs ut 5 december 1992.

## Rymdfararna
| Namn                  | Flygning                                            | Notering |
| --------------------- | --------------------------------------------------- | -------- |
| Daniel T. Barry       | STS-72, STS-96, STS-105                             |          |
| Charles E. Brady      | STS-78                                              |          |
| Catherine G. Coleman  | STS-73, STS-93, Expedition 26                       |          |
| Michael L. Gernhardt  | STS-69, STS-83, STS-94, STS-104                     |          |
| John M. Grunsfeld     | STS-67, STS-81, STS-103, STS-109, STS-125           |          |
| Scott J. Horowitz     | STS-75, STS-82, STS-101, STS-105                    |          |
| Brent W. Jett         | STS-72, STS-81, STS-97, STS-115                     |          |
| Kevin R. Kregel       | STS-70, STS-78, STS-87, STS-99                      |          |
| Wendy B. Lawrence     | STS-67, STS-86, STS-91, STS-114                     |          |
| Jerry M. Linenger     | STS-64, STS-81, STS-84                              |          |
| Richard M. Linnehan   | STS-78, STS-90, STS-109, STS-123                    |          |
| Michael López-Alegría | STS-73, STS-92, STS-113, Sojuz TMA-9, Expedition 14 |          |
| Scott E. Parazynski   | STS-66, STS-86, STS-95, STS-100, STS-120            |          |
| Kent Rominger         | STS-73, STS-80, STS-85, STS-96, STS-100             |          |
| Winston E. Scott      | STS-72, STS-87                                      |          |
| Steven L. Smith       | STS-68, STS-82, STS-103, STS-110                    |          |
| Joseph R. Tanner      | STS-66, STS-82, STS-97, STS-115                     |          |
| Andy Thomas           | STS-77, STS-89, STS-91, STS-102, STS-114            |          |
| Mary Ellen Weber      | STS-70, STS-101                                     |          |